# 丸山督
丸山 督（まるやま ただし、1859年（安政6年5月）- 1924年（大正13年）3月7日）は、明治時代の政治家。弁護士。衆議院議員（1期）。

## 経歴
新庄藩領最上郡新庄（山形県最上郡新庄町を経て現新庄市）出身。1885年（明治18年）代言人となり、山形市参事会員、山形県会議員、同議長を歴任した。1890年（明治23年）7月の第1回衆議院議員総選挙では山形県第4区から出馬し当選。弥生倶楽部に所属し衆議院議員を1期務めた。